# Giáo phận Bình Nhưỡng
Giáo phận Bình Nhưỡng (tiếng Hàn Quốc: 천주교 평양교구; tiếng Latinh: Dioecesis Pyeongyangensis) là một giáo phận của Giáo hội Latinh trực thuộc Giáo hội Công giáo Rôma ở Bắc Triều Tiên. Giám mục chính tòa duy nhất của giáo phận, Phanxicô Hong Yong-ho, đã bị chính quyền Cộng hòa Dân chủ Nhân dân Triều Tiên bắt giam vào năm 1949 và sau đó mất tích. Kể từ đó, các tổng giám mục Seoul kiêm nhiệm luôn chức Giám quản Tông tòa Bình Nhưỡng.

## Địa giới
Địa giới giáo phận bao gồm các thành phố Bình Nhưỡng và các tỉnh Pyongan Bắc, Pyongan Nam và một phần tỉnh Chagang ở Bắc Triều Tiên.
Tòa giám mục được đặt tại thành phố Bình Nhưỡng, cũng là nơi đặt Nhà thờ chính tòa Changchung, nhà thờ chính tòa của giáo phận tại quận Sŏn'gyo.

## Lịch sử
Hạt Phủ doãn Tông tòa Hpyeng-yang được thành lập vào ngày 17/3/1927 theo tông chỉ Quae fidelium của Giáo hoàng Piô XI, trên phần lãnh thổ tách ra từ Hạt Đại diện Tông tòa Seoul (nay là Tổng giáo phận Seoul).
Hạt Phủ doãn Tông tòa đã đổi tên thành Hạt Phủ doãn Tông tòa Peng-yang vào ngày 17/3/1929 theo tông chỉ Litteris Apostoliciscủa Giáo hoàng Piô XI.
Vào ngày 11/7/1939, Hạt Phủ doãn Tông tòa được nâng cấp thành một Hạt Đại diện Tông tòa theo tông sắc Si catholica của Giáo hoàng Piô XII, đồng thời đổi tên thành Hạt Đại diện Tông tòa Heijō.
Hạt Đại diện Tông tòa đã đổi tên thành Hạt Đại diện Tông tòa Bình Nhưỡng (Pyong-yang) vào ngày 12/7/1950.
Vào ngày 10/3/1962 Hạt Đại diện Tông tòa được nâng cấp thành một giáo phận theo tông sắc Fertile Evangelii của Giáo hoàng Gioan XXIII.
Đến ngày 1/7/2013, tài liệu Tòa Thánh Annuario Pontificio vẫn ghi lãnh đạo giáo phận là Giám mục Phanxicô Hong Yong-ho, người trên lí thuyết sẽ bước sang tuổi thứ 100 vào năm đó (Ông sinh ngày 12/10/1906); Trên thực tế, không có nhiều tin tức về ông sau khi bán đảo Triều Tiên bị chia tách.
Từ năm 1975 các đời Tổng giám mục Tổng giáo phận Seoul đã giữ chức Giám quản Tông tòa của giáo phận, nhưng các hoạt động tôn giáo trên phần lãnh thổ của giáo phận cũng như toàn bộ Bắc Triều Tiên bị ngăn cấm.

## Lãnh đạo qua từng thời kì

### Phủ doãn Tông tòa Hpyeng-yang/Peng-yang
- Patrick James Byrne (1927–1929)
- John Edward Morris (1930–1936)
- William R. Booth (1936–1939; Giám quản Tông tòa)

### Đại diện Tông tòa Heijō/Bình Nhưỡng
- William O'Shea (1939–1942)
- Phaolô Maria Ro Ki-nam (1942–1943; Giám quản Tông tòa)
- Phanxicô Hong Yong-ho (1943–1950, bị bắt năm 1949; sau đó mất tích; cái chết của ông được xác nhận năm 2013)
- George Carroll (1950–1962; Giám quản Tông tòa)

### Giám mục Giáo phận Bình Nhưỡng
- George Carroll (1962–1975; Giám quản Tông tòa)
- Hồng y Stêphanô Kim Sou-hwan (1975–1998; Giám quản Tông tòa)
- Hồng y Nicôla Cheong Jin-suk (1998–2012; Giám quản Tông tòa)
- Hồng y Anrê Yeom Soo-jung (2012–2021; Giám quản Tông tòa)
- Phêrô Chung Soon-taek (2021–nay; Giám quản Tông tòa)